# District Nadymski
Het district Nadymski (Russisch: Надымский район) is een district (rajon) van het Russische autonome district Jamalië binnen de oblast Tjoemen. Het bestuurlijk centrum is sinds 1972 de stad Nadym, die zelf echter geen deel uitmaakt van het district.

## Geschiedenis
Het district werd geformeerd op 10 december 1930 binnen het nationale district Jamalië van de oblast Oeral en had tot 1972 als bestuurlijk centrum de selo Che. Op 17 januari 1934 werd de oblast Ob-Irtysj hieraan toegevoegd en in hetzelfde jaar werd het district onderdeel van de oblast Omsk. Op 14 augustus 1944 werd de oblast Tjoemen geformeerd en werd het district Nadym als onderdeel van het nationale district Jamalië (later autonoom district) onderdeel hiervan.
Nadat grote gasvoorraden in het gebied waren aangetroffen, begon in de herfst van 1967 de stormachtige ontwikkeling van de gasstad Nadym, die al in 1972 de status van stad kreeg. Het eerste gasveld dat werd geëxploiteerd was Medvezjye, gevolgd door Oerengoj, waaromheen de stad Novy Oerengoj ontstond. In 2005 werd 40% van al het Russische gas gewonnen in het district Nadymski verspreid over 36 velden. De gasvoorraden in het gebied worden geschat op 7 biljoen m³, met 250 miljoen ton aardolievoorraden.

## Plaatsen, economie en transport
De belangrijkste plaatsen zijn:
- Nadym (stad)
- Jagelny
- Jamburg
- Koetopjoegan
- Lonjoegan
- Nori
- Nyda
- Pangody (pgt)
- Pravochettinski
- Priozerny
- Stary Nadym
- Zapoljarny (pgt)

In de plaatsen Nori, Nyda en Koetopjoegan woont vooral de oorspronkelijke bevolking. Ongeveer 400 mensen leiden nog een nomadisch bestaan. De oorspronkelijke bevolking (Nenetsen, Chanten en Selkoepen) houdt zich vooral bezig met visserij, de jacht en het houden van rendieren (ongeveer 40.000 dieren). Van de huiden van de rendieren en poolvossen worden kleding en souvenirs gemaakt. De Russische bevolking is vooral actief in de olie- en gaswinning.
Door het gebied lopen de spoorlijnen Novy Oerengoj-Nadym en Novy Oerengoj-Jamburg.

## Etniciteit
Bij de laatste Sovjetvolkstelling van 1989 bleken de volgende etniciteiten binnen het district het meest vertegenwoordigd:
- Russen: 63,7%
- Oekraïners: 15,9%
- Nenetsen: 6,3%
- Wolga-Tataren: 5%
- Wit-Russen: 1,5%
- Chanten: 0,2%
- Selkoepen (Ostjak-Samojeden): 0,1%